# Vyšný Klátov
Vyšný Klátov és un poble i municipi d'Eslovàquia. Es troba a la regió de Košice, a l'est del país.

## Història
La primera referència escrita de la vila data del 1332.

## Demografia
| Godina             | 1994 | 2004   | 2014    | 2024   |
| ------------------ | ---- | ------ | ------- | ------ |
| Nombre de persones | 371  | 403    | 446     | 487    |
| Diferència         |      | +8,62% | +10,66% | +9,19% |

| Godina             | 2023 | 2024   |
| ------------------ | ---- | ------ |
| Nombre de persones | 480  | 487    |
| Diferència         |      | +1,45% |